# العمارة الجسر
العمارة الجسر أو جسر بوردو هو مبنى يجمع بين وظيفتين : عمارة سكنية وجسر، يقع في حي تيليملي وسط مدينة الجزائر. صُمم المبنى من قبل المهندس المعماري الفرنسي لوسيان بيير ماري ودشن سنة 1952 خلال الفترة الاستعمارية الفرنسية. يتكون المبنى من 82 شُقَّة مقسمة على 7 طوابق.